# Attambelos II.
Attambelos II. war ein König der Charakene, der nach den Münzdatierungen von 17/16 v. Chr. bis 8/9 n. Chr. regierte. Er ist bisher nur von seinen Münzen bekannt, die sich an verschiedenen Orten wie Susa, auf Failaka und anderen Orten im Persischen Golf fanden. Seine Tetradrachmen haben einen nur geringen Anteil an Silber. Sie zeigen den Kopf des Herrschers auf der Vorder- und Herakles auf der Rückseite. Seine Bronzemünzen zeigen eine Nike auf der Rückseite.